# Crossflatts
Crossflatts – wieś w Anglii, w hrabstwie ceremonialnym West Yorkshire, w dystrykcie metropolitalnym Bradford. Leży 21 km na zachód od miasta Leeds i 286 km na północny zachód od Londynu.